# 5 (álbum de Lenny Kravitz)
5 é o quinto álbum de estúdio do cantor Lenny Kravitz, lançado em 1998.
Nesse trabalho o cantor surpreende ao tocar todos os instrumentos e fazer experiências buscando novas sonoridades. Foram usados também instrumentos de percussão bem curiosos como garrafas, por exemplo.
O álbum 5 vendeu mais de seis milhões de cópias pelo mundo e permaneceu mais de 110 semanas consecutivas na Billboard 200.
| Críticas profissionais                                                      | Críticas profissionais |
| Avaliações da crítica                                                       | Avaliações da crítica  |
| Fonte                                                                       | Avaliação              |
| --------------------------------------------------------------------------- | ---------------------- |
| allmusic                                                                    | [ 3 ]                  |
| Rolling Stone                                                               | [ 4 ]                  |
| Esta tabela precisa de ser acompanhada por texto em prosa. Consulte o guia. |                        |

## Faixas
Todas as faixas por Lenny Kravitz, exceto onde anotado.
1. "Live" (Kravitz, Craig Ross) — 5:12
2. "Supersoulfighter" — 4:58
3. "I Belong to You" — 4:17
4. "Black Velveteen" — 4:48
5. "If You Can't Say No" — 5:17
6. "Thinking of You" (Kravitz, Trenier) — 6:24
7. "Take Time" — 4:31
8. "Fly Away"  — 3:41
9. "It's Your Life" — 5:02
10. "Straight Cold Player" — 4:19
11. "Little Girl's Eyes" — 7:44
12. "You're My Flavor" — 3:48
13. "Can We Find a Reason" — 6:24
14. "American Woman" (Bachman, Cummings, Kale, Peterson) — 4:21 (Edição de 1999)
15. "Without You" — 4:47 (Edição de 1999)

## Desempenho nas paradas
Álbum
| Paradas (1998) | Melhor posição |
| -------------- | -------------- |
| Billboard 200  | 28             |

| Paradas (1999)      | Melhor posição |
| ------------------- | -------------- |
| Top Internet Albums | 12             |

Singles
| Ano  | Single                | Parada                 | Melhor Posição |
| ---- | --------------------- | ---------------------- | -------------- |
| 1998 | "Fly Away"            | Adult Top 40           | 8              |
| 1998 | "Fly Away"            | Mainstream Rock Tracks | 1              |
| 1998 | "Fly Away"            | Modern Rock Tracks     | 1              |
| 1998 | "Fly Away"            | Billboard Hot 100      | 12             |
| 1998 | "If You Can't Say No" | Modern Rock Tracks     | 39             |
| 1999 | "American Woman"      | Adult Top 40           | 23             |
| 1999 | "American Woman"      | Mainstream Rock Tracks | 3              |
| 1999 | "American Woman"      | Modern Rock Tracks     | 7              |
| 1999 | "American Woman"      | Billboard Hot 100      | 49             |
| 1999 | "American Woman"      | Mainstream Top 40      | 17             |
| 1999 | "Fly Away"            | Modern Rock Tracks     | 1              |
| 1999 | "Fly Away"            | Mainstream Top 40      | 7              |
| 2000 | "I Belong to You"     | Billboard Hot 100      | 71             |
| 2000 | "I Belong to You"     | Adult Top 40           | 15             |
| 2000 | "I Belong to You"     | Mainstream Top 40      | 30             |

## Prêmios
Dois singles do álbum foram premiados com prêmios Grammy
- "Fly Away" venceu a categoria de Melhor Performance Masculina de Rock Com Vocais em 1999;
- "American Woman" venceu a mesma categoria em 2000.

## Legado
Em agosto de 2024, o rapper Quavo e Kravitz lançaram um remix do êxito "Fly Away" chamado "FLY".